# De paradiso
De paradiso (Il paradiso) è un'opera di Ambrogio di Milano, dottore della Chiesa, scritta probabilmente nel 378; appartiene al gruppo delle opere oratorie ed esegetiche ambrosiane.
L'opera, insieme ad altri scritti di Ambrogio, è un commento a una parte del primo libro della Bibbia, la Genesi.